# 케페우스 (테게아)
그리스 신화에서 케페우스(또는 세페우스, Cepheus ,그리스어 : Κηφεύς CP-hus)는 알레우스(Aleus)와 니에라(Neaera) 또는 클레오블레(Cleobule)의 아들이었고 암피다마스(Amphidamas), 아르카디아(Arcadia)의 리쿠르구스(Lycurgus), 오지(Auge)와 알키디크(Alcidice)의 형제였다. 그와 그의 형제 암피다마스(Amphidamas)는 아르고나우타이(Argonauts)중 한명이었다.
케페우스(Cepheus)는 테게아(Tegea) 및 아르카디아(Arcadia)의 임금으로 그의 아버지를 계승했다. 그는 20 명의 아들 (Aeropus로 지명된 사람 중 한 명)과 스테로페(Sterope) , 에우로페(Aerope) , 안티노에(Antinoe) 이렇게 적어도 3명이상의 딸을 둔것으로 알려진다.
케페우스와 그의 아들은 히포쿤(Hippocoon)에 대한 반대 진영으로 헤라클레스(Heracles)와 함께 했으며 헤라클레스는 아테나에서 메두사의 머리카락을 가둬서(The lock of Medusa, 머리와 똑같은 힘을 가졌다고 알려졌다) 테게아 마을 공격을 막기 위해 스테로페(Sterope)에게 주어보관하게 했다. 시야에 노출되면 폭풍을 일으킨다고 한다.
스테로페(Sterope)에게는 헤라클레스가 남자가 없을 때 테게아(Tegea)를 보호하기 위해 맡기고 나선 메두사(Medusa)를 보관하고 있었다. 여러 저자들에 따르면, 케페우스는 그의 아들 중 17 명을 잃었고, 그 전장에서 그 자신이 살해되었다.
카피야이(Caphyae) 도시는 케페우스(Cepheus)에서 그 이름을 얻은 것으로 여겨진다. 케페우스(Cepheus)는 키프러스에 있는 키레니아(Kyrenia) 도시의 창시자로 불린다. 아이티오피아(Aethiopia, 후세 또는 현대의 에티오피아와는 다른 지명)의 케페우스와는 다른 인물이다.

## 같이 보기
- 황금양모